# Хайме Санчес
Хайме Санчес (ісп. Jaime Sánchez Fernández, нар. 20 березня 1973, Мадрид) — іспанський футболіст, що грав на позиції півзахисника.
Виступав, зокрема, за клуб «Реал Мадрид», з яким став переможцем Ліги чемпіонів УЄФА та володарем Міжконтинентального кубка. Також грав за ряд інших іспанських клубів та німецький «Ганновер 96».

## Ігрова кар'єра
У дорослому футболі дебютував 1991 року виступами за команду клубу «Алькала», в якій провів два сезони і у 1992 році вийшов у з клубом у Сегунду Б.
1993 року Санчес приєднався до «Реал Мадриду», втім наступні три роки грав за другу і третю команду клубу, після чого 1996 року був відданий в оренду в «Расінг», у складі якого вперше зіграв у Ла Лізі, будучи гравцем основи в сезоні 1996/97.
Повернувшись в «Реал» Хайме нарешті потрапив до складу першої команди, якій допоміг в першому ж сезоні виграти Лігу чемпіонів. Він вийшов на поле на 82-й хвилині фінального матчу проти «Ювентуса», замінивши Фернандо Мор'єнтеса, а «Реал» виграв з мінімальним рахунком 1:0. Загалом же Хайме провів у клубі два роки і крім перемоги у найпрестижнішому турнірі Європи за цей час півзахисник здобув з клубом Суперкубок Іспанії та Міжконтинентальний кубок.
1999 року Хайме підписав контракт з «Депортіво» і у першому сезоні був основним гравцем, який став чемпіонським, вперше в історії клубу. Проте в тому ж 2000 році «Депортіво» придбало Альдо Душера, після чого Хайме втратив місце і в подальшому кілька разів здавався в оренду, спочатку в іспанські «Расінг» та «Тенерифе», а потім двічі у німецький «Ганновер 96», в якому Хайме отримав досвід гри в Бундеслізі.
У сезоні 2004/05 грав за «Альбасете», з яким вилетів з Ла Ліги, після чого завував професійну ігрову кар'єру у клубі «Расінг», за команду якого виступав протягом сезону 2005/06 років у Сегунді.

## Титули і досягнення
- Переможець Ліги чемпіонів УЄФА (1):

«Реал Мадрид»: 1997–98
- Володар Міжконтинентального кубка (1):

«Реал Мадрид»: 1998
- Чемпіон Іспанії (1):

«Депортіво»: 1999–00
- Володар Суперкубок Іспанії (1):

«Реал Мадрид»: 1997